# نبرد روستوف (۱۹۴۱)
نبرد روستوف نبردی در جبهه شرقی جنگ جهانی دوم بود میان ورماخت و ارتش سرخ رخ داد. در جریان این نبرد شهر روستوف-نا-دونو ابتدا به تصرف آلمانی‌ها درآمد اما با ضدحمله نیروهای شوروی، این شهر مجدداً پس گرفته شد.

## پیش‌زمینه

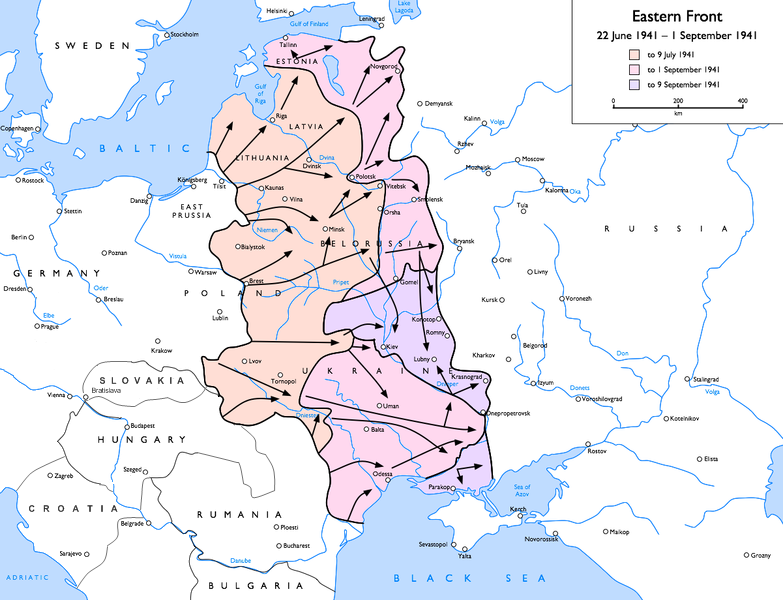
نقشه نبرد روستوف

درحالی۲که نبرد کی‌یف همچنان در جریان بود، اواخر ماه سپتامبر سال ۱۹۴۱، ارتش‌های نهم و هجدهم شوروی اقدام به ضدحمله بین سر پل بریسلاو و ملیتوپول علیه پشت ارتش یازدهم ورماخت که قصد ورود ورود به شبه‌جزیره کریمه را داشت، کردند. سپهبد اریش فون مانشتاین، فرمانده ارتش یازدهم ورماخت، به‌نحوی توانست اوضاع را مدیریت کند. در این حال گروه زرهی ۱ ورماخت تحت امر ارتشبد ایوالت فون کلایسن، در حهت آماده‌سازی برای ادامه حرکت به سمت شرف، نیروهای خود را در گذرگاه دنیپروپتروفسک بر رود دنیپر گردآورد. آلمانی‌ها با بهره‌گیری فرصت پدید آمده برای محاصره نیروهای دشمن، رو به جنوب آوردند. سپاه ۱۴ موتوریزه ورماخت از گذرگاه پتریکوفکا و سپاه ۳ موتوریزه آن از گذرگاه دنیپروپتروفسک رو به جنوب به پشت سر ارتش‌های نهم و هجدهم شوروی یورش بردند. گروه زرهی ۱ روز ۱ اکتبر زاپوروژه را تصرف کرد. فرماندهی عالی شوروی با دریافت خطر متوجه به دو ارتش خود، روز بعد سعی کرد آن‌ها را عقب بکشد. با این حال روز ۷ اکتبر نیروهای فون مانشتاین و فون کلایست در نزدیکی اوسیپنکو به یکدیگر متصل شدند و این دو ارتش را به دام انداختند. پس از پاکسازی منطقه در محاصره حدود بیش از صدهزار نفر از قوای شوروی به اسارت آلمانی‌ها درآمدند. بدین شکل راه ورماخت به سمت دونباس و روستوف-نا-دونو باز شد.
به هر صورت مشکلات تدارکاتی و بارندگی شدید سرعت ادامه حرکت آلمانی‌ها را کاهش داد. در این زمان نزدیک‌ترین سر ریل تدارکاتی ورماخت در پرفومایسک، حدود ۴۰۰ کیلومتر پشت خط مقدم، بود. برای افزایش تحرک‌پذیری گروه زرهی ۱، کامیون‌هایی از سایر یگان‌های گروه ارتش جنوب ورماخت گرد آمد. به هر شکل، سپاه ۳ موتوریزه تا روز ۱۱ اکتبر خود را به تاگانروگ در کرانه رود میوس رساند.